# Municipio de Albin
El municipio de Albin (en inglés: Albin Township) es un municipio ubicado en el condado de Brown en el estado estadounidense de Minnesota. En el año 2010 tenía una población de 348 habitantes y una densidad poblacional de 3,78 personas por km².

## Geografía
El municipio de Albin se encuentra ubicado en las coordenadas 44°9′16″N 94°40′17″O / 44.15444, -94.67139. Según la Oficina del Censo de los Estados Unidos, el municipio tiene una superficie total de 92.07 km², de la cual 89,07 km² corresponden a tierra firme y (3.26 %) 3 km² es agua.

## Demografía
Según el censo de 2010, había 348 personas residiendo en el municipio de Albin. La densidad de población era de 3,78 hab./km². De los 348 habitantes, el municipio de Albin estaba compuesto por el 96,55 % blancos, el 0,29 % eran amerindios y el 3,16 % eran de una mezcla de razas. Del total de la población el 0,29 % eran hispanos o latinos de cualquier raza.